# Chaetostoma lineopunctatum
Chaetostoma lineopunctatum är en fiskart som beskrevs av Eigenmann och Allen 1942. Chaetostoma lineopunctatum ingår i släktet Chaetostoma och familjen Loricariidae. Inga underarter finns listade i Catalogue of Life.